# 지브 칼론타로브
지브 칼론타로브(히브리어: זיו קלונטרוב Ziv Kalontarov, 1997년 1월 15일 ~ )는 이스라엘의 수영 선수이다. 2015년에 바쿠에서 열린 유러피언 게임에서 자유형 50m 금메달을 획득했고, 리우데자네이루에서 열린 2016년 하계 올림픽에 이스라엘 국가대표로 참가하였다.